# Cassinia
Cassinia är ett släkte av korgblommiga växter. Cassinia ingår i familjen korgblommiga växter.

## Bildgalleri

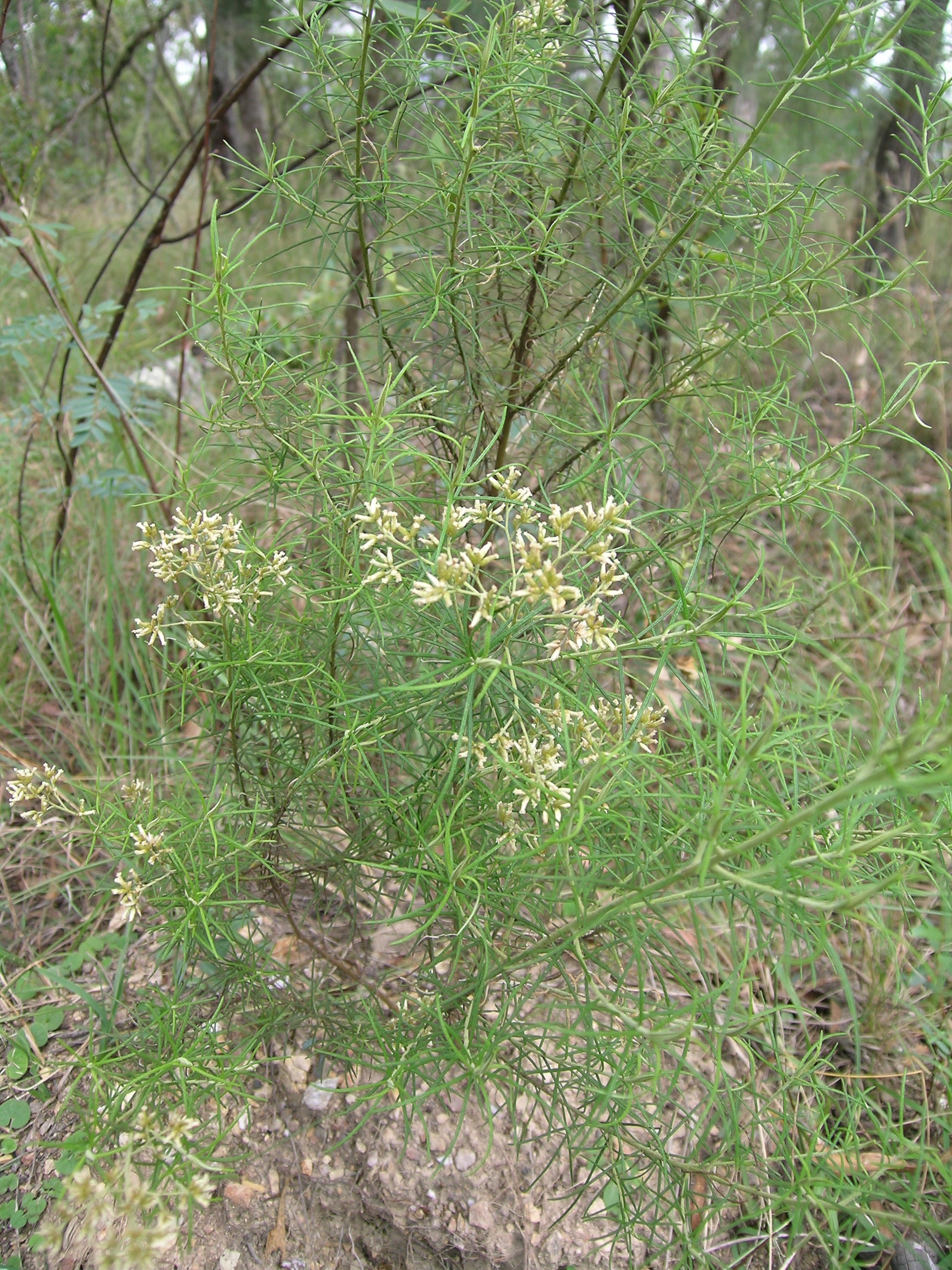

## Dottertaxa tillCassinia, i alfabetisk ordning[1]
- Cassinia accipitrum
- Cassinia aculeata
- Cassinia adunca
- Cassinia arcuata
- Cassinia aureonitens
- Cassinia collina
- Cassinia compacta
- Cassinia complanata
- Cassinia copensis
- Cassinia cunninghamii
- Cassinia decipiens
- Cassinia denticulata
- Cassinia diminuta
- Cassinia hewsoniae
- Cassinia laevis
- Cassinia lepschii
- Cassinia leptocephala
- Cassinia macrocephala
- Cassinia maritima
- Cassinia montana
- Cassinia monticola
- Cassinia nivalis
- Cassinia ochracea
- Cassinia ozothamnoides
- Cassinia quinquefaria
- Cassinia rugata
- Cassinia scabrida
- Cassinia straminea
- Cassinia subtropica
- Cassinia telfordii
- Cassinia tenuifolia
- Cassinia theodori
- Cassinia theresae
- Cassinia uncata
- Cassinia venusta
- Cassinia wyberbensis